# Hazoua (délégation)
Hazoua est une délégation tunisienne dépendant du gouvernorat de Tozeur.
En 2004, elle compte 4 162 habitants dont 2 108 hommes et 2 054 femmes répartis dans 685 ménages et 699 logements.